# Christi Lake
Christi Lake (Minneapolis, Minnesota; 12 de diciembre de 1964) es una actriz pornográfica y directora estadounidense. Actuó en más de 200 películas entre 1994 y 2004, y dirigió al menos siete.
Su escena con Ruby, Rocco Siffredi y John Stagliano en Buttman's Bend Over Babes IV obtuvo el AVN Award de 1997 por Best Group Sex Scene Video.
Ha realizado apariciones en televisión en un episodio de Six Feet Under, el documental Bad Girl, y dos episodios del show de Howard Stern.